# Whisky a Go Go

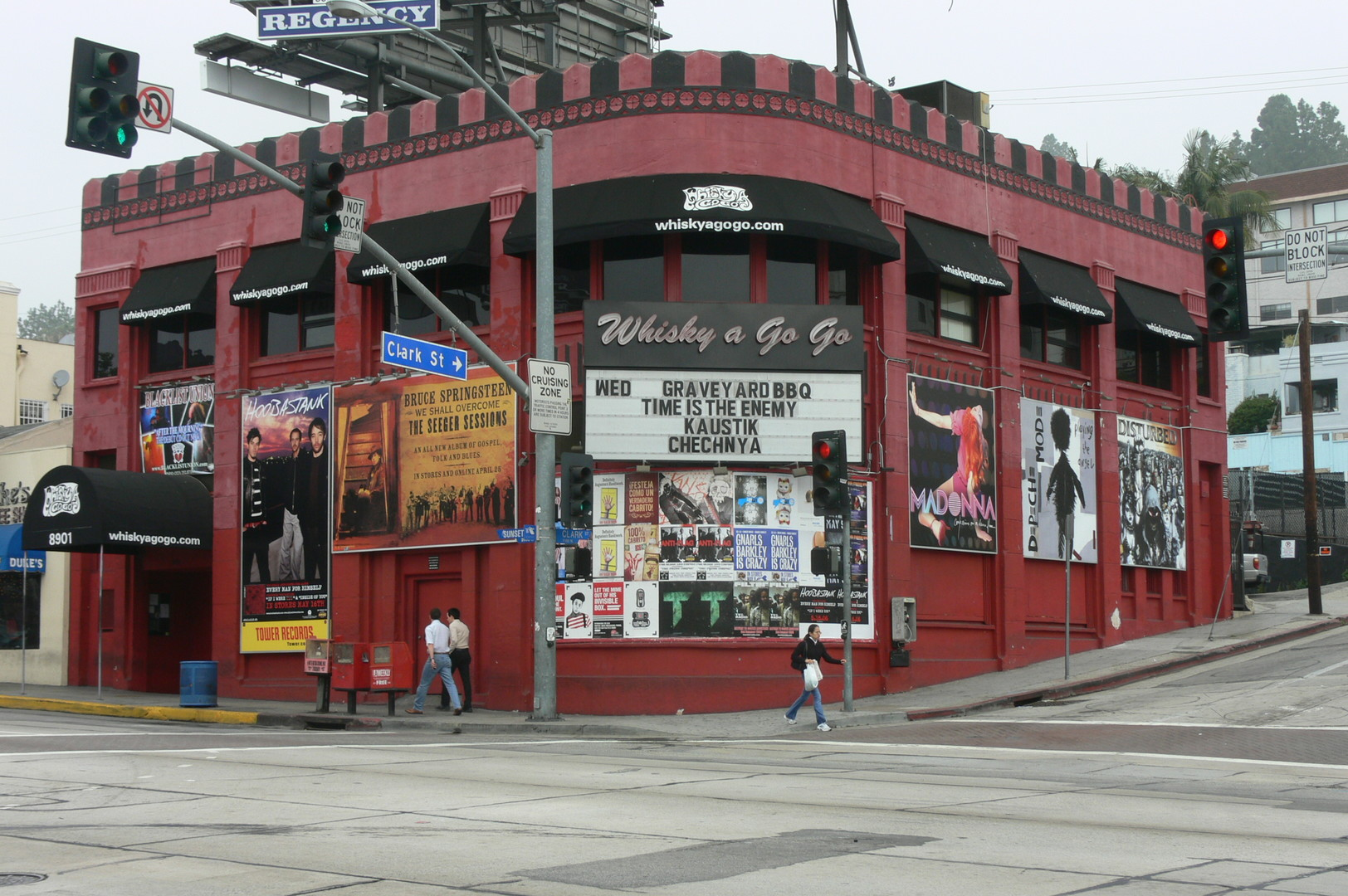
Whisky a Go Go

De Whisky a Go Go is een discotheek aan de Sunset Boulevard in Los Angeles. Hij opende de deuren op 11 januari 1964 en was de eerste discotheek van de stad. Schaars geklede danseressen in kooien waren het handelsmerk. Het zou het mekka worden van met name de rock in de jaren 60. The Doors, Otis Redding, Mötley Crüe, Janis Joplin, Humble Pie, Love, Buffalo Springfield en The Golden Earring traden hier op. De 'Whisky' – zoals The Whisky a Go Go in de volksmond heet – werd de ontmoetingsplaats van beginnende artiesten en producenten op zoek naar nieuw talent. 
De disco-cultuur kreeg in 1977 een enorme impuls met de film Saturday Night Fever. Korte tijd was de discomuziek zeer populair en allerlei traditionele rockbands – bijvoorbeeld The Rolling Stones - waagden zich aan dit genre. Aan het eind van de jaren 70 was het gedaan met de populariteit van disco toen de new wave in opkomst kwam. Ook de Whisky a Go Go werd hier het slachtoffer van, mede door de toegenomen concurrentie.